# Paternoster Square

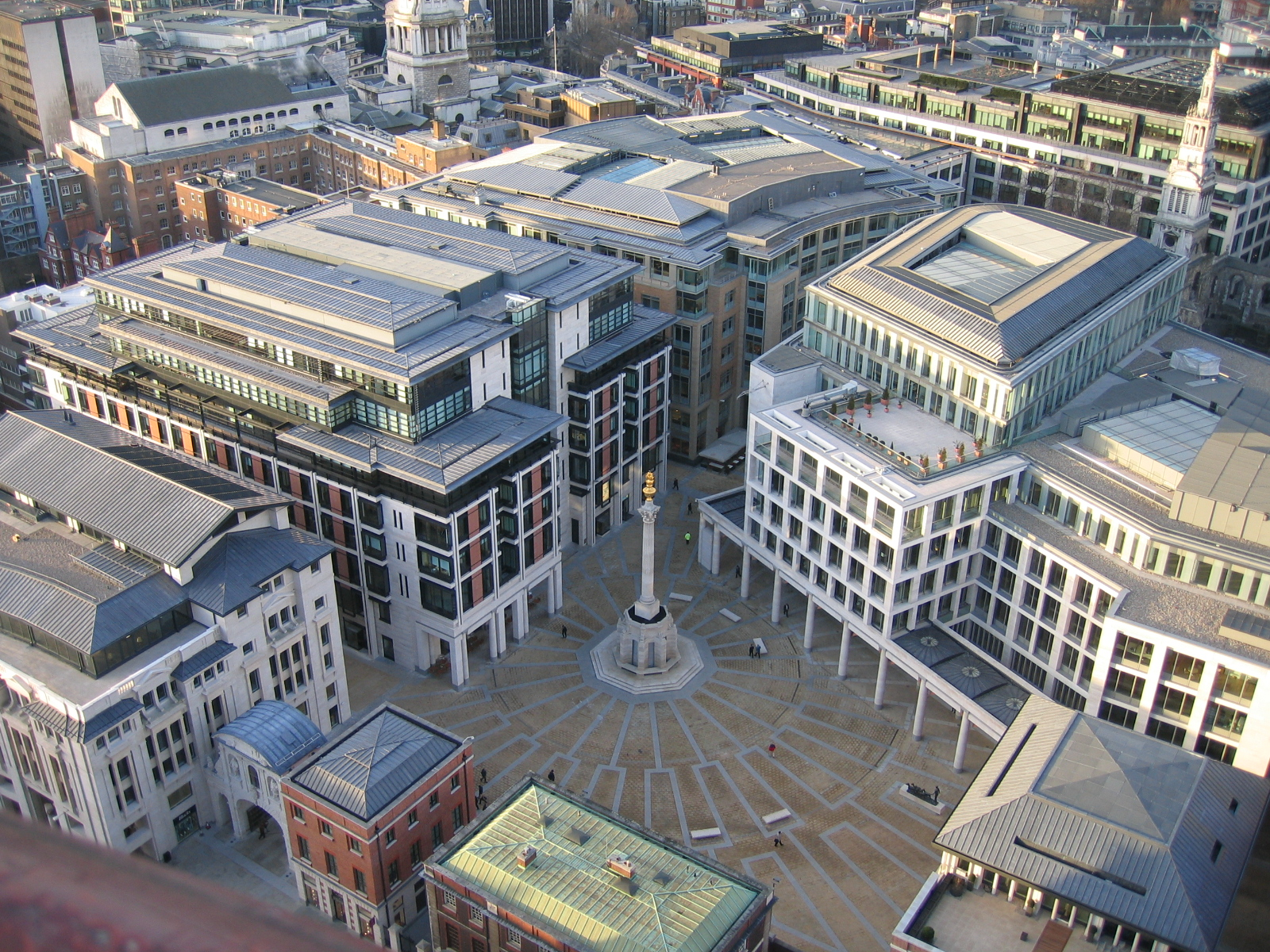
La Paternoster Square, reconstruida en 2003, está cerca de la Catedral de San Pablo.

Paternoster Square es un proyecto urbanístico propiedad de Mitsubishi Estate, situado junto a la Catedral de San Pablo en la City de Londres. La zona, que recibe su nombre de Paternoster Row, centro de la industria editorial londinense, fue destruida por los bombardeos aéreos del Blitz durante la Segunda Guerra Mundial. Actualmente alberga la Bolsa de Londres, que se trasladó aquí desde Threadneedle Street en 2004. También contiene las sedes de bancos de inversión como Goldman Sachs, Merrill Lynch y Nomura Securities, y del gestor de fondos Fidelity Investments.
Pater noster significa en latín «padre nuestro». La plaza se sitúa cerca de la cima de Ludgate Hill, la parte más alta de la City de Londres.

## Bombardeo en la Segunda Guerra Mundial
La City de Londres fue alcanzada por uno de los bombardeos nocturnos más intensos del Blitz en la noche del 29 de diciembre de 1940, en el cual se destruyeron los edificios de Paternoster Row que albergaban a las editoriales Simpkins and Marshall, Hutchinsons, Blackwoods, y Longmans and Collins, pero la Catedral de San Pablo permaneció intacta.

## Reconstrucción en los años sesenta
En 1956 la City of London Corporation publicó la propuesta de Sir William Holford para reconstruir la zona situada al norte de la Catedral de San Pablo. El informe de Holford intentaba resolver los problemas de congestión del tráfico en las inmediaciones de la catedral, al mismo tiempo que protegía la presencia de la catedral como monumento nacional en los terenos más altos de la City, en la cima de Ludgate Hill. Sin embargo, el informe fue controvertido debido a que introducía una nota claramente moderna junto a la obra más importante del arquitecto británico más destacado del siglo XVII, Sir Christopher Wren.
La reconstrucción se realizó entre 1961 y 1967, pero solo se llevó a cabo parte del diseño de Holford (la zona de Paternoster Square entre el camposanto de San Pablo y Newgate Street), y esta incluía edificios mediocres de otros arquitectos y omitía algunos de los elementos propuestos por Holford. Pronto la nueva Paternoster Square se hizo muy impopular, y a ojos de muchos londinenses su presencia sombría justo al norte de una de las mayores atracciones turísticas de la capital era considerada una vergüenza. Robert Finch, el Lord Mayor of London, afirmó sobre ella en The Guardian en 2004 que se componía de «construcciones horribles y monolíticas sin definición ni carácter».

## Años ochenta y noventa

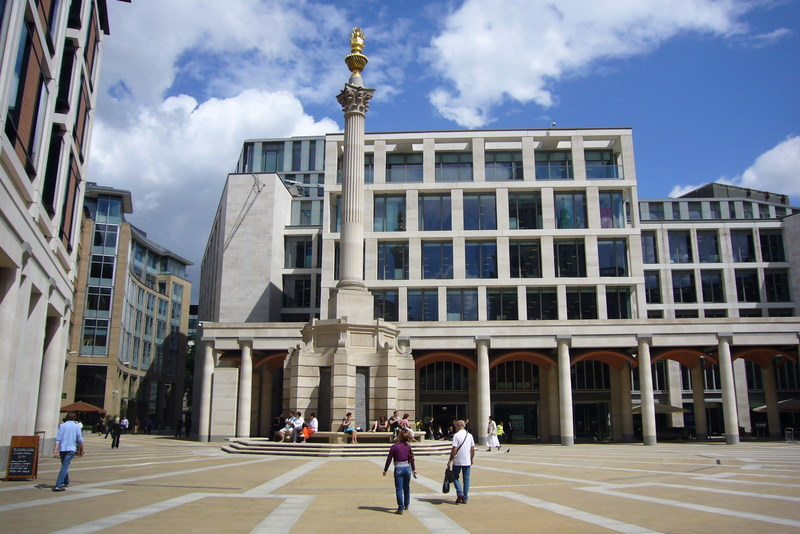
Paternoster Square.

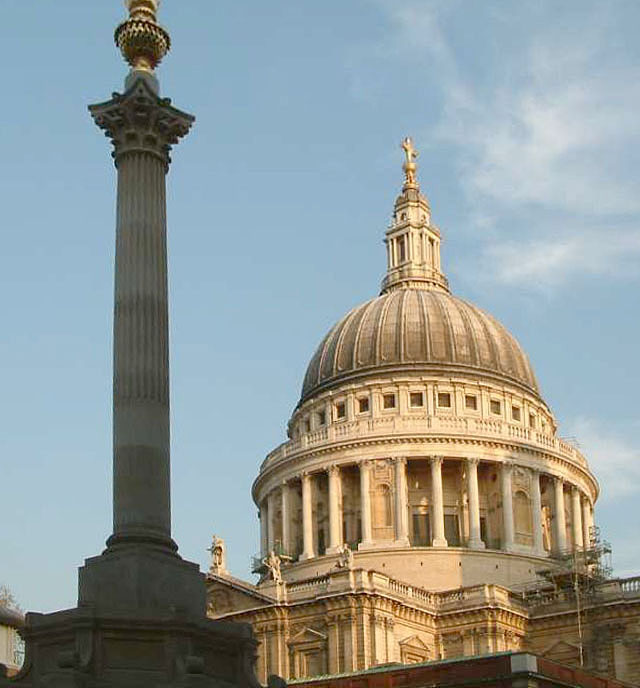
La cúpula de la Catedral de San Pablo y la columna de Paternoster Square desde la plaza.

A finales de los años ochenta, debido a que cada vez resultaba más difícil encontrar inquilinos para llenar los edificios, hubo propuestas para reconstruir la zona. En 1987 Arup ganó un concurso de arquitectura con un proyecto posmoderno muy complicado, incoherente según algunos. Este proyecto fue abandonado en 1990 en favor de un diseño clasicista de John Simpson, patrocinado por una competición en un periódico y defendido por Carlos de Gales. Rechazado por los partidarios de la arquitectura moderna por ser un pastiche, este proyecto también fue abandonado poco tiempo después.
En 1996 se adoptó un plan urbanístico de Sir William Whitfield y se puso en práctica durante los años siguientes. En octubre de 2003 la nueva Paternoster Square estaba completada, con edificios diseñados por el estudio de Whitfield y varios otros. Entre los principales ocupantes estaba la recién trasladada Bolsa de Londres.
Los partidarios del proyecto lo elogiaban por su armoniosa arquitectura, gran parte de ella construida en ladrillo y piedra, al igual que la sala capitular de Wren para San Pablo, que está integrada en el proyecto; por su mezcla de oficinas y tiendas; y por la organización coherente del espacio mediante una gran plaza central y calles concéntricas que la conectan con el tejido urbano circundante.
Los críticos calificaban la arquitectura de banal; cuestionaban la consideración del proyecto como de uso mixto al no incorporar viviendas (afirmaban que en fines de semana fuera de la temporada alta turística la zona peatonal estaría sin vida, y sus tiendas y restaurantes vacíos); y negaban que, consistiendo principalmente en unos pocos edificios de oficinas, representara un nuevo punto de partida en urbanismo.

## Occupy Londony controversia sobre espacio público
La Bolsa de Londres fue el objetivo inicial de los manifestantes de Occupy London el 15 de octubre de 2011. Los intentos de ocupar Paternoster Square fueron frustrados por la policía. La policía acordonó las entradas de Paternoster Square. Un dictamen del Tribunal Supremo permitió negar el acceso público a la plaza, definiéndola como propiedad privada. La plaza fue definida en repetidas ocasiones como «espacio público» en el proyecto de Paternoster Square, queriendo decir se permite el acceso al público pero sin designar a la plaza como espacio público, y por tanto el propietario puede restringir el acceso en cualquier momento.

## Monumentos y escultura

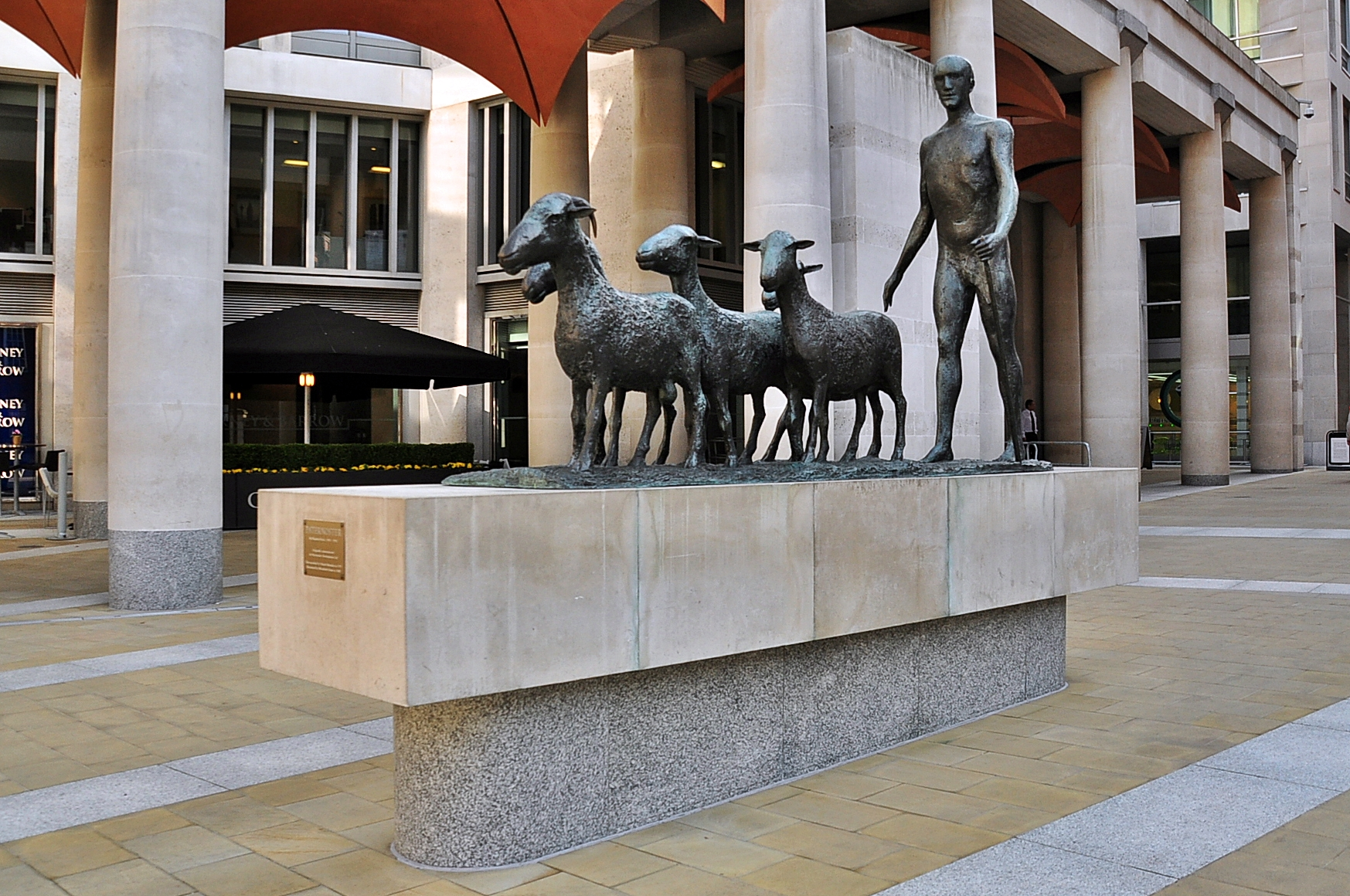
La escultura Paternoster.

El monumento principal de la plaza es la Paternoster Square Column («Columna de Paternoster Square»), de 23 metros de altura. Es una columna corinta de piedra de Pórtland coronada por una urna de cobre llameante cubierta por pan de oro que se ilumina mediante fibra óptica por la noche. La columna fue diseñada por los arquitectos Whitfield Partners y sirve también como conducto de ventilación para una calle de servicio que discurre bajo la plaza.
En el extremo norte de la plaza está la escultura de bronce de Elisabeth Frink llamada Paternoster (también conocida como Shepherd and Sheep, «Pastor y oveja»). La estatua fue encargada para el anterior complejo de Paternoster Square en 1975 y colocada sobre un nuevo zócalo tras la reconstrucción.
Temple Bar, un arco de piedra diseñado por Wren situado antiguamente en Fleet Street para marcar el punto más occidental de la City, fue trasladado a la entrada lateral de la catedral desde la plaza en 2004. El coste de trasladar el arco de su ubicación previa en Theobalds Park y la posterior restauración (tres millones de libras) fue cubierto por la Corporation of London con donaciones de la Temple Bar Trust y varias Livery Companies.